# Una carta de amor
Una carta de amor és una pel·lícula mexicana dirigit per Miguel Zacarías en 1943 i protagonitzat per Jorge Negrete i Gloria Marín, amb una producció inspirada en la d' Allò que el vent s'endugué.

## Sinopsi
En el transcurs de la intervenció francesa és descoberta una carta a la roba d'un liberal que serà afusellat. En aquesta carta es conta la història on ferit pròxim a un santuari, una jove anomenada Marta l'ajuda. Després de la seva recuperació va ser a la festa on es va anunciar el compromís forçat d'ella amb el coronel. No obstant això, en la festa del compromís, Marta i el fugitiu descobreixen que estan enamorats. El Coronel, qui està compromès amb Marta, li diu a ella que capturin al fugitiu, però ella ajuda al fugitiu allotjant-lo a la seva alcova durant dos dies.

## Repartiment
- Jorge Negrete - Cap liberal.
- Gloria Marín - Marta María Mireles.
- Andrés Soler - Coronel Arturo Gonzalón.
- Mimí Derba - Donya Rosa.
- Emma Roldán - Nana Lupe Ibargüengoitia.
- Alejandro Cianguerotti - Pepe.
- Rafael Icardo - Capità Bermúdez, conservador.
- Antonio R. Frausto - Aguirre.
- Alfredo Varela, Jr.
- Julio Aguet - Melquiades.
- Salvador Quiroz - Doctor Torres, "Visitador".
- Fernando Curiel - Tinent Delmar, "Conservador".
- Ramón G.Larrea - Coronel francès.
- Manuel Dondé.
- Roberto Cañedo - Capità Robles, liberal.
- Armando Sáenz - Jove oficial en el ball.
- Che López - Sergent.
- Huberto Rodríguez - Cura.

## Comentaris
Aquest film ocupa el lloc 99 dins de la llista de les 100 millors pel·lícules del cinema mexicà, segons l'opinió de 25 crítics i especialistes del cinema a Mèxic, publicada per la revista Somos en juliol de 1994.